# Kerstkrans

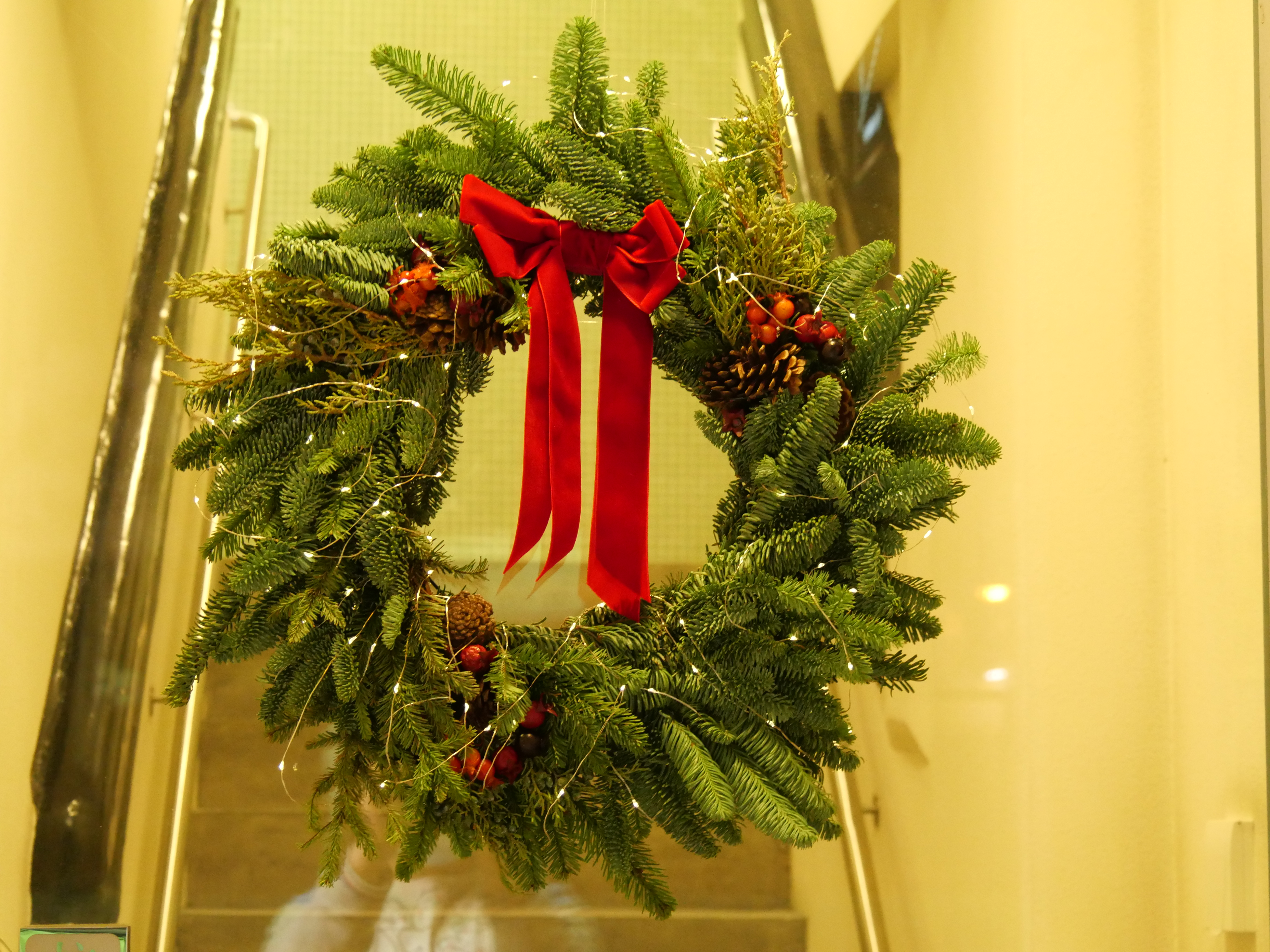
kerstkrans

Een kerstkrans is een soort bloemstuk gebruikt tijdens de kerstperiode.
Een kerstkrans is een versiering gemaakt van kerstgroen. De kerstkrans wordt vaak opgehangen aan de voordeur. Het verwelkomt de bezoeker en brengt het huis in kerstsfeer. De kerstkrans kan worden opgehangen met een lint en kan versierd zijn met dennenappels, kerstballen en kerstverlichting.
Het kan ook een basis zijn voor een kerststuk. Ook voor een adventskrans is de kerstkrans een basis.
Een kerstkransje is ook een koekje of lekkernij dat de vorm heeft van een krans en vaak opgehangen wordt in de kerstboom.